# Robert Hanbury Brown
Robert Hanbury Brown (n. 31 august 1916 - d. 16 ianuarie 2002) a fost un astronom și fizician britanic.
Este cunoscut mai ales pentru cercetările sale care au condus la perfecționarea radarului și studiile sale din domeniul radioastronomiei.
În colaborare cu matematicianul Richard Twiss, construiește un interferometru cu ajutorul căreia măsoară diametrul unghiular al stelei Sirius, fiind prima persoană care reușește acest lucru.